# Ghubara (Meteorit)
Koordinaten: 19° 13′ 40″ N, 56° 8′ 34″ O
Bruchstücke dieses Steinmeteoriten wurden erstmals 1954 nahe der Stadt Ghubara (Jiddat al-Harasis Oman) entdeckt. Er enthält Einschlüsse an Eisen, die als silberfarbene Flöckchen in einer dunklen Gesteinsmatrix sichtbar sind. Ein weiterer Teil des Eisens liegt in Form des Minerals Hypersthen vor. 
Der Meteorit stammt aus dem Asteroidengürtel und wurde als Olivin-Hypersthen Chondrit der Klasse L5 klassifiziert. Die Fundmasse betrug rund 1,75 Tonnen.
Chemische Zusammensetzung: 21,3 % Eisen, Olivine und andere Silikate.
Siehe auch: Liste von Meteoriten